# Blood Tea and Red String
Blood Tea and Red String és un llargmetratge d'animació estatunidenc dirigida per Christiane Cegavske, estrenada el 2006.

## Argument
La història pròpiament dita comença en el tronc d'un roure. És allà on viu a un grup de criatures peludes, enfeinades en la confecció d'una nina en forma de dona. En un rierol veí, recuperen un ou, el col·loquen al ventre de la nina, i crucifiquen aquesta última sobre el roure. Mentre dormen, arriba un trio de ratolins en el seu carruatge tirat per tortugues. Els ratolins desenganxen la nina de l'arbre, i se l'emporten. Les criatures peludes intenten doncs un viatge al·lucinador, amb l'objectiu de recuperar la seva nina estimada, mentre que els ratolins lladres s'emborratxen amb te.